# Football League One 2013-14
La temporada 2013/14 de la Football League One fue la décima desde su creación en 2004. Corresponde a la tercera categoría del fútbol inglés y la disputan 24 equipos que buscan el ascenso a la Football League Championship,

## Participantes

### Ascensos y descensos
| Pos | a Football League One |
| --- | --------------------- |
| 1º  | Gillingham            |
| 2º  | Rotherham United      |
| 3°  | Port Vale             |
| 4°  | Bradford City         |

| Pos | a Football League One   |
| --- | ----------------------- |
| 18º | Bristol City            |
| 19º | Wolverhampton Wanderers |
| 20º | Peterborough United     |

| Pos | a Football League Championship |
| --- | ------------------------------ |
| 1º  | Doncaster Rovers               |
| 2º  | Bournemouth                    |
| 3º  | Yeovil Town                    |

| Pos | a League Two      |
| --- | ----------------- |
| 21º | Bury              |
| 22º | Hartlepool United |
| 23º | Portsmouth        |
| 24º | Scunthorpe United |

### Equipos de la temporada 2013-14
| Equipo                  | Ciudad             | Estadio                      | Capacidad |
| ----------------------- | ------------------ | ---------------------------- | --------- |
| Bradford City           | Bradford           | Valley Parade                | 25,136    |
| Brentford               | London (Brentford) | Griffin Park                 | 12,763    |
| Bristol City            | Bristol            | Ashton Gate                  | 21,497    |
| Carlisle United         | Carlisle           | Brunton Park                 | 16,981    |
| Colchester United       | Colchester         | Colchester Community Stadium | 10,064    |
| Coventry City1          | Northampton        | Sixfields Stadium            | 7,653     |
| Crawley Town            | Crawley            | Checkatrade.com Stadium      | 5,996     |
| Crewe Alexandra         | Crewe              | Alexandra Stadium            | 10,153    |
| Gillingham              | Gillingham         | Priestfield Stadium          | 11,582    |
| Leyton Orient           | London (Leyton)    | Matchroom Stadium            | 9,271     |
| Milton Keynes Dons      | Milton Keynes      | Stadium:mk                   | 30,500    |
| Notts County            | Nottingham         | Meadow Lane                  | 21,388    |
| Oldham Athletic         | Oldham             | Boundary Park                | 10,638    |
| Peterborough United     | Peterborough       | London Road Stadium          | 15,315    |
| Port Vale               | Stoke-on-Trent     | Vale Park                    | 19,052    |
| Preston North End       | Preston            | Deepdale                     | 23,408    |
| Rotherham United        | Rotherham          | New York Stadium             | 12,021    |
| Sheffield United        | Sheffield          | Bramall Lane                 | 32,702    |
| Shrewsbury Town         | Shrewsbury         | Greenhous Meadow             | 9,875     |
| Stevenage               | Stevenage          | Broadhall Way                | 6,722     |
| Swindon Town            | Swindon            | County Ground                | 15,728    |
| Tranmere Rovers         | Birkenhead         | Prenton Park                 | 16,789    |
| Walsall                 | Walsall            | Banks's Stadium              | 11,300    |
| Wolverhampton Wanderers | Wolverhampton      | Molineux                     | 31,700    |

- 1 Desde el 5 de septiembre de 2014, Coventry jugó de local en el Ricoh Arena de Coventry[1]

## Clasificación
|  |     | Equipo                  | PJ | PG | PE | PP | GF | GC | DG  | PTS   |
|  | --- | ----------------------- | -- | -- | -- | -- | -- | -- | --- | ----- |
|  | 1.  | Wolverhampton Wanderers | 46 | 31 | 10 | 5  | 89 | 31 | +58 | 103   |
|  | 2.  | Brentford               | 46 | 28 | 10 | 8  | 72 | 43 | +29 | 94    |
|  | 3.  | Leyton Orient           | 46 | 25 | 11 | 10 | 85 | 45 | +40 | 86    |
|  | 4.  | Rotherham United        | 46 | 24 | 14 | 8  | 86 | 58 | +28 | 86    |
|  | 5.  | Preston North End       | 46 | 23 | 16 | 7  | 72 | 46 | +26 | 85    |
|  | 6.  | Peterborough United     | 46 | 23 | 5  | 18 | 72 | 58 | +14 | 74    |
|  | 7.  | Sheffield United        | 46 | 18 | 13 | 15 | 48 | 46 | +2  | 67    |
|  | 8.  | Swindon Town            | 46 | 19 | 9  | 18 | 63 | 59 | +4  | 66    |
|  | 9.  | Port Vale               | 46 | 18 | 7  | 21 | 59 | 73 | -14 | 61    |
|  | 10. | Milton Keynes Dons      | 46 | 17 | 9  | 20 | 63 | 65 | -2  | 60    |
|  | 11. | Bradford City           | 46 | 14 | 17 | 15 | 57 | 54 | +3  | 59    |
|  | 12. | Bristol City            | 46 | 13 | 19 | 14 | 70 | 67 | +3  | 58    |
|  | 13. | Walsall                 | 46 | 14 | 16 | 16 | 49 | 49 | 0   | 58    |
|  | 14. | Crawley Town            | 46 | 14 | 15 | 17 | 48 | 54 | -6  | 57    |
|  | 15. | Oldham Athletic         | 46 | 14 | 14 | 18 | 50 | 59 | -9  | 56    |
|  | 16. | Colchester United       | 46 | 13 | 14 | 19 | 53 | 61 | -8  | 53    |
|  | 17. | Gillingham              | 46 | 15 | 8  | 23 | 60 | 79 | -19 | 53    |
|  | 18. | Coventry City           | 46 | 16 | 13 | 17 | 74 | 77 | -3  | 51(1) |
|  | 19. | Crewe Alexandra         | 46 | 13 | 12 | 21 | 54 | 80 | -26 | 51    |
|  | 20. | Notts County            | 46 | 15 | 5  | 26 | 64 | 77 | -13 | 50    |
|  | 21. | Tranmere Rovers         | 46 | 12 | 11 | 23 | 52 | 79 | -27 | 47    |
|  | 22. | Carlisle United         | 46 | 11 | 12 | 23 | 43 | 76 | -33 | 45    |
|  | 23. | Shrewsbury Town         | 46 | 9  | 15 | 22 | 44 | 65 | -21 | 42    |
|  | 24. | Stevenage               | 46 | 11 | 9  | 26 | 46 | 72 | -26 | 42    |

(1) El 2 de agosto se le quitaron 10 puntos a Coventry City por administración.
|  | Ascendieron a la Football League Championship. |
|  | Clasificaron para el play-off de ascenso.      |
|  | Descendieron a la Football League Two.         |

## Play-off por el ascenso
|  | Semifinales                             | Semifinales                             | Semifinales                             |      |               | Final      | Final      |  |
|  | Ida 10 de mayo - Vuelta 13 y 15 de mayo | Ida 10 de mayo - Vuelta 13 y 15 de mayo | Ida 10 de mayo - Vuelta 13 y 15 de mayo |      |               | 25 de mayo | 25 de mayo |  |
|  |                                         |                                         |                                         |      |               |            |            |  |
|  |                                         |                                         |                                         |      |               |            |            |  |
|  | Leyton Orient                           | 1                                       | 2                                       |      |               |            |            |  |
|  | Leyton Orient                           | 1                                       | 2                                       |      |               |            |            |  |
|  | Peterborough United                     | 1                                       | 1                                       |      |               |            |            |  |
|  | Peterborough United                     | 1                                       | 1                                       |      | Leyton Orient | 2(3)       |            |  |
|  |                                         |                                         |                                         |      | Leyton Orient | 2(3)       |            |  |
|  |                                         |                                         | Rotherham United (p)                    | 2(4) |               |            |            |  |
|  | Rotherham United                        | 1                                       | Rotherham United (p)                    | 2(4) | 3             |            |            |  |
|  | Rotherham United                        | 1                                       |                                         |      | 3             |            |            |  |
|  | Preston North End                       | 1                                       | 1                                       |      |               |            |            |  |
|  | Preston North End                       | 1                                       | 1                                       |      |               |            |            |  |
|  |                                         |                                         |                                         |      |               |            |            |  |

## Estadísticas

### Goleadores
| Sam Baldock                             | Bristol City                             | 24 |
| Britt Assombalonga                      | Peterborough United                      | 23 |
| Kieran Agard                            | Rotherham United                         | 21 |
| Callum Wilson                           | Coventry City                            | 21 |
| Ryan Lowe                               | Tranmere Rovers                          | 19 |
| Dave Mooney                             | Leyton Orient                            | 19 |
| Joe Garner                              | Preston North End                        | 18 |
| Nouha Dicko                             | Rotherham United/Wolverhampton Wanderers | 17 |
| Clayton Donaldson                       | Brentford                                | 17 |
| Cody McDonald                           | Gillingham                               | 17 |
| Última actualización: 3 de mayo de 2014 |                                          |    |